# Bluegrass region
Cet article possède un paronyme, voir Bluegrass (homonymie).

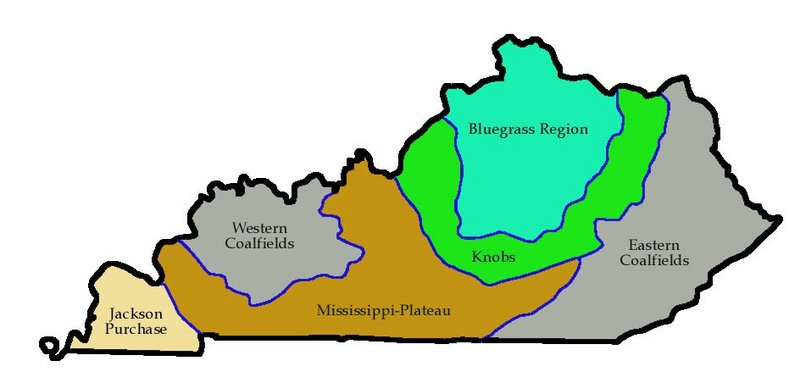
Les régions du Kentucky avec notamment la Bluegrass region.

En jaune, la Blue Grass qui déborde en partie sur l'Ohio.

La région du Bluegrass est une région de collines de faible altitude située dans le nord-est du Kentucky, dont elle abrite la majorité de la population et dans le sud de l'Ohio. Elle abrite plusieurs agglomérations importantes : Lexington, Louisville et Cincinnati.

## Description
La région tire son nom de l'herbe appelée pâturin, qui se nomme aux États-Unis bluegrass (« herbe bleue ») et qui est courante dans les prairies et les pelouses de cette région. La feuille de l'herbe en elle-même n'est pas bleue, mais le nom provient de la coloration de son épi. Le climat local est de type humide-subtropical.
La région est caractérisée par des couches géologiques constituées de calcaires fossilifères, de dolomites et de schistes datant de l'Ordovicien. Les collines sont généralement arrondies et le sol fertile est recouvert de prairies. La région est reconnue pour accueillir de nombreuses fermes d'élevages de chevaux. Cependant, la région connait une forte urbanisation à proximité des villes importantes et la superficie en prairies diminue sensiblement. Pour cette raison, la région a été classée par le fonds mondial pour les monuments comme une région menacée,.
La région est bordée par le plateau de Cumberland, à l'est, et par le plateau Pennyroyal, au sud et à l'ouest. La plus grande partie de la région est drainée par la rivière Kentucky et ses affluents. La rivière dessine une vallée profonde au travers de la région en formant des méandres. Près de la rivière, des affleurements mettent au jour des karsts, avec des dolines et des grottes. Des rivières y disparaissent et se transforment en rivières souterraines. Le parc national de Mammoth Cave, situé à moins de 100 km au sud-ouest de la région, propose un ensemble de grottes tout à fait unique au monde par sa grandeur. 
La musique bluegrass, qui tire son nom du groupe The Blue Grass Boys, fait référence à cette région. Le Kentucky est par ailleurs parfois surnommé The Bluegrass State, littéralement l'état de l'herbe bleue.

## Galerie

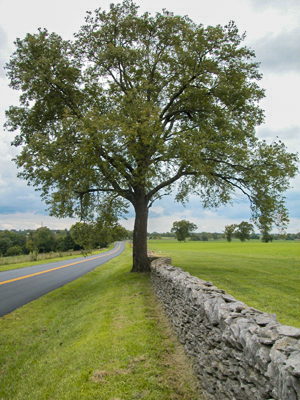
Prairies de pâturin et murs en pierres sèches en calcaire local.
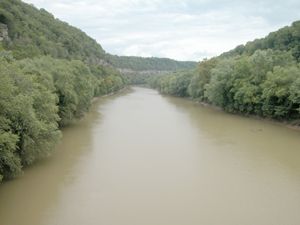
La rivière Kentucky traversant la Bluegrass region.